# Susanne Westerlund
Susanne Hilda Maria Westerlund, född 8 april 1975 i Korsholm, är en finländsk sångerska (sopran). 
Westerlund är utbildad vid Sibelius-Akademins kyrkomusikavdelning och har diplom i sång från både Kungliga Musikhögskolan i Stockholm och Sibelius-Akademin (2004). Hon har gett liedkonserter och framträtt bland annat som kör- och oratoriesolist, och nådde andra plats i sångtävlingen i Kangasniemi 2004. Hon är numera verksam som kantor i Korsholm. På skiva har hon spelat in sånger av Alfred Anderssén.